# Georgij Mondzolevskij
Georgij Grigorjevič Mondzolevskij (26. ledna 1934 Orša – 28. dubna 2024) byl běloruský volejbalista židovského původu. Reprezentoval Sovětský svaz, s jehož mužskou volejbalovou reprezentací získal dvě zlaté olympijské medaile, na hrách v Tokiu roku 1964 a za čtyři roky v Mexiku. Dvakrát se s ním stal mistrem světa (1960, 1962) a jednou mistrem Evropy (1967). Krom toho má ze světového šampionátu jeden bronz (1956) a z evropského bronz (1963). S CSKA Moskva dvakrát vyhrál Pohár mistrů, nejprestižnější evropskou klubovou soutěž, a to v letech 1960 a 1962. V roce 2012 byl uveden do mezinárodní volejbalové síně slávy.